# John Gregory Dunne
John Gregory Dunne (* 25. Mai 1932 in West Hartford, Connecticut; † 30. Dezember 2003 in New York) war ein US-amerikanischer Schriftsteller, Journalist, Literaturkritiker und Drehbuchautor.

## Leben
John Gregory Dunne wurde 1932 in Hartford, Connecticut, als eines von sechs Kindern eines wohlhabenden Chirurgen mit irisch-katholischem Hintergrund geboren. Seine Eltern waren Dorothy Frances Dunne, geborene Burns, und Richard Edwin Dunne, Chefarzt an einer Klinik und bekannter Kardiologe. Als Kind litt Dunne an starkem Stottern  und wählte die schriftstellerische Form, um sich selbst besser auszudrücken. Allem Anschein nach erlernte er annähernd normal zu sprechen, indem er andere Gesprächspartner beobachtete. Dabei wuchsen die Kinder im selben sozialen und räumlichen Umfeld wie die Kennedys auf. Dunne besuchte eine katholische Privatschule, die Portsmouth Priory School in Rhode Island. 1954 machte Dunne seinen Universitätsabschluss in Princeton. Im Anschluss diente er zwei Jahre bei der US-Army, wo er mit dem Verlust seines Gewehrs einen seltenen Ausrutscher seiner Biografie markierte. Danach textete Dunne zunächst für die Werbebranche, bevor er als Journalist fünf Jahre für das Time Magazine arbeitete. Dabei hatte er seinem Mentor, dem bekannten Autoren politischer Essays, Noel Parmental, über die Jahre hinweg viel zu verdanken wie überhaupt auch die Bekanntschaft zu seiner späteren Frau Joan, die damals für die Vogue schrieb, und die er bei einem gemeinsamen Abendessen kennengelernt hatte.
Dunne heiratete am 30. Januar 1964 die Autorin Joan Didion (1934–2021). In der Folge arbeiteten sie eng bei der Erstellung von Drehbüchern für Fernsehproduktionen, Theaterstücke und Kinofilme, wie z. B. Panik im Needle Park (1971), A Star Is Born (1976) und Fesseln der Macht (1981) sowie einer Adaption einer seiner eigenen Novellen zusammen. In der Branche galten die beiden als das Vorzeigeehepaar, das sich gemeinsam zuarbeitete. Während ihre Stärke die Recherche und Essays waren, galt er als der bessere Romanautor und Analyst menschlichen Verhaltens.
Darüber hinaus war Dunne Autor zweier nonfiktionaler Werke über den Medienbetrieb in Hollywood: The Studio, in dem er seine persönlichen Erfahrungen mit dem Produktionsbetrieb von 20th Century Fox und seine Begegnung mit Richard D. Zanuck beschrieb, und Monster. Living off the Big Screen (1997), in dem Didion und Dunne die achtjährige ermüdende Arbeit zum Werk Aus nächster Nähe zum Biopic der Jessica Savitch mit Robert Redford und Michelle Pfeiffer Revue passieren ließen. Dunne konnte sich den zynischen Seitenhieb gegen seinen ehemaligen Arbeitgeber Disney nicht sparen, dass man den Konzern hinter dessen Rücken auch „Mouschwitz“ (Verballhornung von Mickey Mouse, für: Auschwitz) oder „Duckau“ (analog zu Donald Duck für: Dachau) nannte. Durch den kommerziellen Misserfolg von Vegas, 1974, hatte sich Dunne jedoch zuvor schon mehr dem Schreiben von fiktionalen Werken zugewandt. Selbst Playland von 1994 thematisierte anhand der Erinnerung eines ehemaligen Kinderstars die Geschichte der US-amerikanischen Filmindustrie seit den 1930er Jahren in Form eines Romans, als ein Filmautor nach einem persönlichen Schicksalsschlag den ehemaligen mysteriösen und seit der McCarthy-Ära gefallenen Star inmitten eines Trailerparks findet.
Als Literaturkritiker und Essayist arbeitete er bis zu seinem Tod regelmäßig für The New York Review of Books. Seine Essays wurden in zwei Büchern zusammengestellt; Quintana & Friends (1988) und Crooning (1990). Als ehemaliger Nachbar von O. J. Simpson begleitete er zugleich als politischer Kommentator dessen Prozess. Im Verlauf dieses Medienereignisses war er der erste, der spitzfindig die Auffälligkeit bemerkte, dass die Filmkonzerne rasch noch die letzten Filmprojekte des einstigen Sportstars und Schauspielers lancierten, um ihren Profit zu machen.
John Gregory Dunne verfasste diverse Novellen, darunter seinen Bestseller True Confessions, der lose auf dem authentischen Fall der Schwarzen Dahlien-Morde um das Opfer Elizabeth Short basierte, und Dutch Shea, Jr., das einen hartgesottenen irisch-amerikanischen Verbrecheranwalt porträtierte.
In der PBS TV-Dokumentation L.A. is It – with John Gregory Dunne (1990) fungierte er als Autor und Erzähler, indem er die Zuschauer durch die kulturelle Landschaft seiner Heimatstadt Los Angeles führte. In der TV-Dokumentation New York in the 50's (Autor: Dan Wakefield, Regie: Betsy Blankenbaker), die gewissermaßen das künstlerische Bohemien-Leben im Greenwich Village jener Ära beleuchtete, traten seine Frau und er neben zahlreichen anderen Persönlichkeiten, wie z. B. David Amram, William F. Buckley, Norman Mailer und Robert Redford als Zeitzeugen auf. Andere Interviews bereits verstorbener Zeitgenossen, wie James Baldwin, Allen Ginsberg, Charles Wright Mills oder Jack Kerouac, wurden als Archivmaterial eingespielt.
Noch 2001 hielt er der Gigantomanie und Geschichtsklitterung des Produzenten Jerry Bruckheimer mit seinem Werk Pearl Harbor jene Realität vor Augen, die dem Hollywood-Geschäft am wenigsten gefiel, indem er im New Yorker einen heute vergessenen Admiral zitierte: „Die Japaner haben nur einen Haufen alter Hardware zerstört […] Sie haben uns gewissermaßen einen Gefallen getan.“
John Gregory Dunne, der seit Jahren Probleme mit dem Herzen und bereits einen Herzschrittmacher hatte, starb im Alter von 71 Jahren in Manhattan, New York am 30. Dezember 2003 an einem Herzinfarkt, nachdem das Ehepaar gerade seine todkranke Tochter besucht hatte. Sein letzter Roman Nothing Lost stand zum Zeitpunkt seines Todes kurz vor der Fertigstellung und wurde 2004 veröffentlicht.

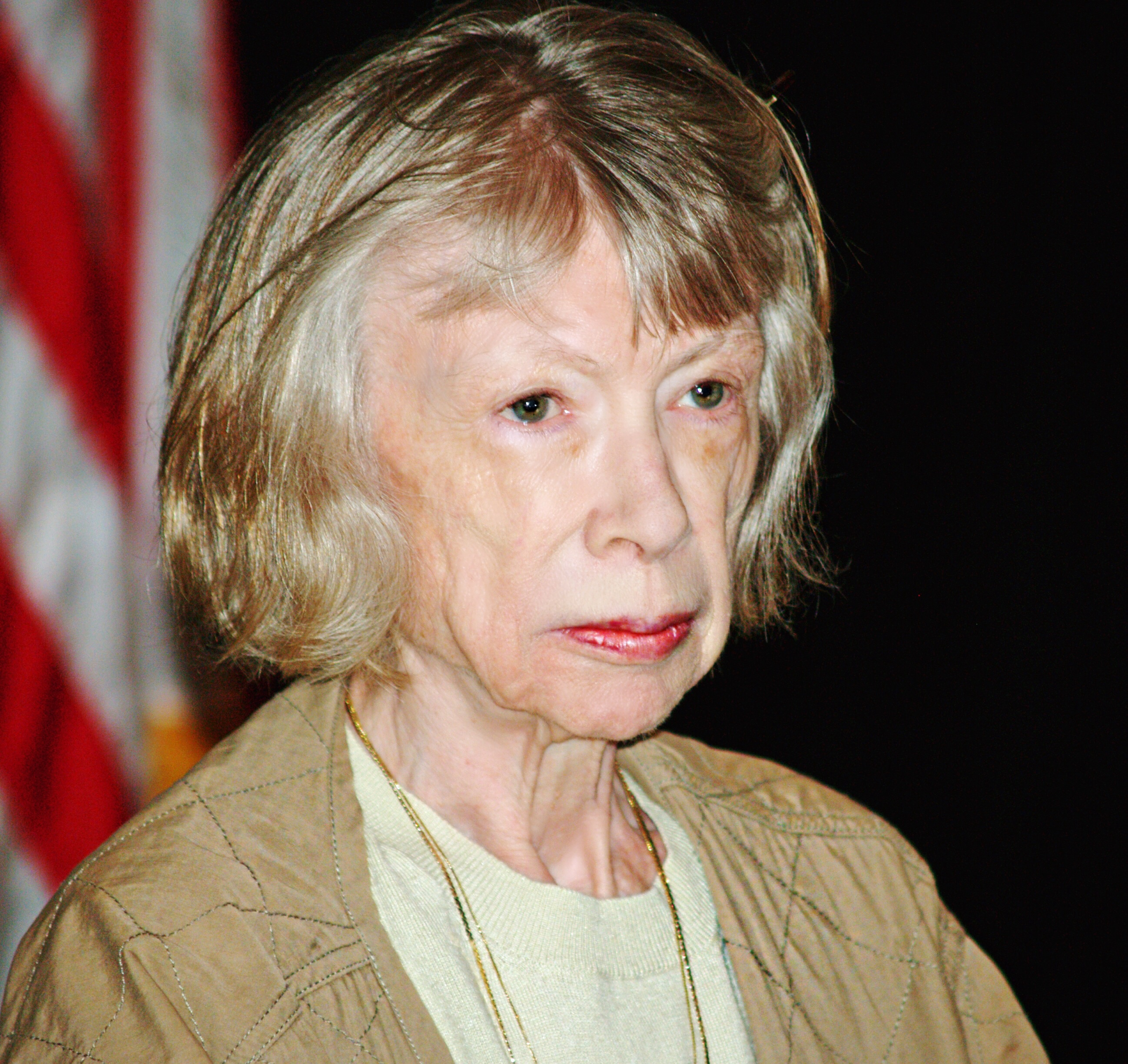
Joan Didion (2008)

Er hinterließ seine Adoptivtochter Quintana Roo Dunne, die 2005 nach einer Reihe von Krankheiten verstarb und seine Frau Joan Didion, die ihre Erfahrungen mit seinem Tod und der langen Krankheit der Tochter nach einem grippebedingten septischen Schock in dem Buch The Year of Magical Thinking verarbeitete.
Durch seinen Bruder, den Filmproduzenten, Autoren und Journalisten Dominick Dunne, der zudem einige seiner Drehbücher produzierte, war John Gregory Dunne der Onkel – und im Falle Griffins auch der Patenonkel – der Schauspieler Griffin Dunne und Dominique Dunne.

## Werke
- Delano. The Story of the California Grape Strike. Farrar, Strauss & Giroux, New York 1967.
- The Studio. Farrar, Strauss & Giroux, New York 1969.
- Vegas: A Memoir of a Dark Season. Random House, New York 1972.
- True Confessions. EP Dutton and Co, New York 1977 (dt. Fesseln der Macht)
- The Red White and Blue. St Martin's Press, New York 1987, ISBN 978-0-312-90965-9.
- Quintana & Friends. Pocket 1988, ISBN 978-0-671-66025-3.
- Crooning: A Collection. Simon & Schuster, ISBN 978-0-671-67236-2.
- Dutch Shea, Jr. New York Linden Press 1982, ISBN 978-0-671-46170-6.
- Monster. Living Off the Big Screen. Random House, New York 1997.
- Playland. Random House, New York 1994, ISBN 978-0-679-42427-7
- Nothing Lost. Random House, New York 2004. ISBN 978-1-4000-3501-4[12]
- Regards: The Selected Nonfiction of John Gregory Dunne. Random House, New York 2005.[13]

in deutscher Übersetzung
- Faustrecht : Polizeiwillkür in Los Angeles. Aus dem Amerikanischen von Thomas Mohr, Hanser, München/Wien 1992, ISBN 3-446-17161-4

## Drehbuchvorlagen/Verfilmungen
- 1965: Stunde der Entscheidung (Kraft Suspense Theatre, Fernsehserie, Episode Kill Me on July 20th)
- 1970: Panik im Needle Park (The Panic in Needle Park)
- 1976: A Star Is Born
- 1981: Fesseln der Macht (True Confessions)
- 1990: Verführerische Geschichten (Women and Men: Stories of Seduction, Fernsehfilm)
- 1995: Ein Richter rechnet ab (Broken Trust, Fernsehfilm)
- 1996: Aus nächster Nähe (Up Close & Personal)

## Gastauftritte
- 1997: Politically Incorrect
- 2000: New York in the 50's